# Talavera la Real
Talavera la Real ist eine spanische Gemeinde (municipio) in der Provinz Badajoz in der Autonomen Gemeinschaft Extremadura. Die Gemeinde zählte auf einer Fläche von 61,5 km² im Jahre 2024 insgesamt 5.298 Einwohner.

## Lage
Die Stadt liegt nördlich der Autobahn Autovía A-5 am Bach Rivera de los Limonetes, rund 20 km westlich der Provinzhauptstadt Badajoz und 40 km westlich von Mérida nahe dem linken Ufer des Guadiana, dessen Lauf das Gemeindegebiet im Norden begrenzt. Die Grenze zu Portugal ist rund 25 km entfernt, in die portugiesische Stadt Elvas sind es von der Grenze noch 10 km.
Im Westen der Gemeinde, aber schon außerhalb des Gemeindegebiets, liegt der auch zivil genutzte Militärflughafen Base Aérea Talavera la Real.
Die Eisenbahn verläuft am rechten Ufer des Guadiana, dort liegt auch der Bahnhof Estación de Talavera.

## Sehenswürdigkeiten
- Die Pfarrkirche Nuestra Señora de Gracia erhielt nach vielfachem Umbau ihren Turm im Jahr 1807. Sie besitzt einen Hochaltar aus der Renaissance-Zeit.